# 123. Infanterie-Division (Wehrmacht)
Die 123. Infanterie-Division war ein Großverband des Heeres der deutschen Wehrmacht im Zweiten Weltkrieg.

## Geschichte

### Aufstellung und Überfall auf Polen
Die Division wurde am 5. Oktober 1940 auf dem Truppenübungsplatz Regenwurmlager bei Meseritz im Wehrkreis III als Division der 11. Aufstellungswelle aus je einem Drittel der 23. Infanterie-Division, der 257. Infanterie-Division und Teilen der 3. Infanterie-Division mit der Reiterschwadron der 18. Infanterie-Division aufgestellt.

### Krieg gegen die Sowjetunion
Aus ihrer Bereitstellung in Ostpreußen begann die Division den Krieg gegen die Sowjetunion. Nach Überschreiten der sowjetischen Grenze am 22. Juni 1941 stieß die Division im Rahmen der Heeresgruppe Nord über Sebesch bis in den Raum Demjansk vor.
Nach Räumung des Kessels von Demjansk übernahm die Division zunächst einen Verteidigungsabschnitt bei Cholm, trat aber im Herbst 1943 zur Heeresgruppe Süd. Die Division wurde im Februar 1944 durch den sowjetischen Großangriff auf die Heeresgruppe A im Zuge der Nikopol-Krywyj Riher Operation zerschlagen und nach schwersten Verlusten am 1. März 1944 aufgelöst. Ihre Reste kamen als Divisionsgruppe 123 zur Korpsabteilung F.

## Unterstellung und Einsatzräume
| Datum          | Korps   | Armee           | Heeresgruppe | Einsatzraum     |
| November 1940  | XX.     | 11. Armee       | C            | Brandenburg     |
| April 1941     | X.      | 18. Armee       | B            | Ostpreußen      |
| Mai 1941       | XXVIII. | 16. Armee       | C            | Ostpreußen      |
| Juni 1941      | XXVIII. | 16. Armee       | Nord         | Sebesch         |
| August 1941    | II.     | 16. Armee       | Nord         | Demjansk        |
| Januar 1943    | II.     | 16. Armee       | Nord         | Demjansk, Cholm |
| September 1943 | Reserve | 16. Armee       | Nord         | Cholm           |
| Oktober 1943   | XVII.   | 1. Panzer-Armee | Süd          | Saporischschja  |
| Januar 1944    | XVII.   | 6. Armee        | Süd          | Saporischschja  |
| Februar 1944   | XXX.    | 6. Armee        | Süd          | Saporischschja  |
| März 1944      | LVII.   | 6. Armee        | A            | Krywyj Rih      |

## Gliederung
- Infanterie-Regiment 415, mit I. bis III. Bataillon, aus Stab und III./Infanterieregiment 9 der 23. Infanterie-Division und III./Infanterie-Regiment 477 der 257. Infanterie-Division
- Infanterie-Regiment 416, mit I. bis III. Bataillon, aus Stab und III./Infanterie-Regiment 457 der 257. Infanterie-Division und III./Infanterie-Regiment 67 der 23. Infanterie-Division
- Infanterie-Regiment 418, mit I. bis III. Bataillon, aus III./Infanterie-Regiment 68 der 23. Infanterie-Division und III./Infanterie-Regiment 466 der 257. Infanterie-Division
- Artillerie-Regiment 123, mit I. bis IV. Abteilungen, aus II./Infanterie-Regiment 23 der 23. Infanterie-Division, III./Infanterie-Regiment 257 der 257. Infanterie-Division und I./Infanterie-Regiment 59 der 23. Infanterie-Division
- Divisions-Einheiten 123

## Divisionskommandeure
| Datum            | Dienstgrad                   | Name           |
| 5. Oktober 1940  | Generalleutnant              | Walter Lichel  |
| 6. August 1941   | Generalmajor/Generalleutnant | Erwin Rauch    |
| 1. Oktober 1943  | Generalleutnant              | Erwin Menny    |
| 1. November 1943 | Generalleutnant              | Erwin Rauch    |
| 15. Januar 1944  | Oberst/Generalmajor          | Louis Tronnier |